# Hippopotaminae
Hippopotaminae é uma subfamília dos hipopotamídeos, a que pertencem os hipopótamos. Esta subfamília foi proposta por Gray em 1821.